# Waikato (regija)
Waikato (maorski: Waikato) je jedna od 16 regija u Novom Zelandu.

## Zemljopis
Regija se nalazi u središnjem i sjeverozapadnom dijelu Sjevernog otoka. Površina joj iznosi 25.000 km². Susjedne regije su Auckland na sjeveru, Taranaki i Manawatu-Wanganui na jugu, te Bay of Plenty na istoku. Na zapadnu regije je Tasmanovo more.  Waikato je četvrta po veličini regija u zemlji. U regiji se nalazi najveće novozelandsko jezero Taupo.

## Administrativna podjela
Središte i najveći grad regije je Hamilton na čijem širem području živi 206.400 stanovnika, ostali veći gradovi su Tokoroa, Te Awamutu, Cambridge i Taupo. 

## Stanovništvo
Prema popisu stanovništva iz 2011. godine u regiji živi 413.100 stanovnika.

## Vanjske poveznice
- Službena stranica regije